# Odontodes griseifusa
Odontodes griseifusa là một loài bướm đêm trong họ Noctuidae.